# フラスコ

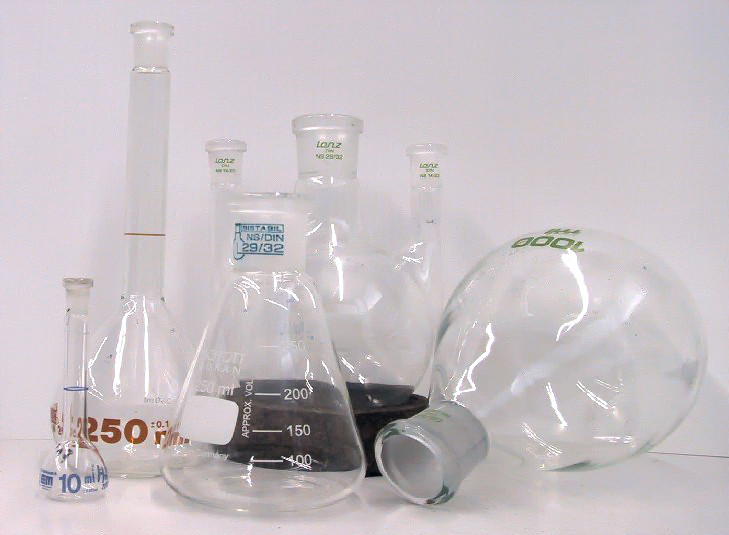
フラスコ

フラスコ（葡: Frasco、英: Flask）は、化学実験で使う口の小さい容器（試験管の一種）で、蒸留や攪拌に用いる。
主としてガラスで出来ている。溶液を正確に計量するために用いるメスフラスコ、アルコールランプで加熱するのに適する丸底フラスコや、ナスフラスコ、机の上に固定しておくことができ、溶液の保存に便利な三角フラスコ、平底フラスコ、三ツ口フラスコ、セパラブルフラスコ、微生物培養時に通気を確保できる坂口フラスコ、バッフル付きフラスコなどがある。
透明（白色）が一般的であるが、遮光のために褐色としたものも存在する。

## 種類

### 三角フラスコ

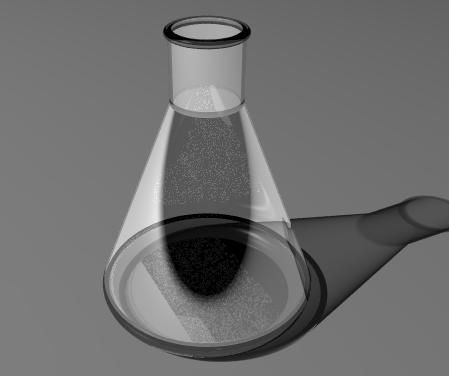
三角フラスコ

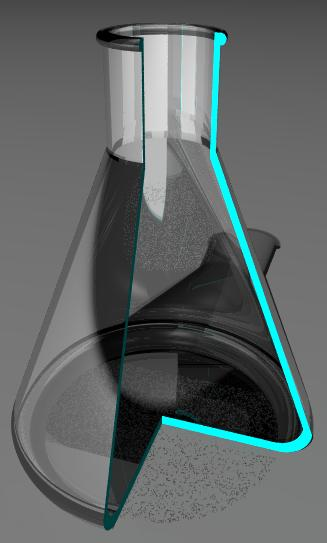
三角フラスコの断面図

三角フラスコ（さんかくフラスコ、英語:Conical flask）またはエルレンマイヤーフラスコ (Erlenmeyer flask) は、胴が円錐型の形状で真っ直ぐな短い首のついたフラスコ。1861年にドイツの化学者エミール・エルレンマイヤーが考案した。「エルレン」や「マイヤー」等と略した名前で呼ばれることがある。
液体を一時的に保管するために用いることが多い。
揮発性の液体を保管しても首が細いために、外部に揮発したガスが出て行きにくく液面からの蒸発を抑えることができる。また外から液体を加えたときに跳ねた液滴もフラスコの外に飛びにくい利点がある。
また、中和滴定の際、コニカルビーカーの代わりに使ってもよい。
共栓付き三角フラスコは、首の部分にすり合わせのガラス栓がセットになったものである。栓があることにより、手で激しく振って内容物を混ぜることができる。
バッフル付き三角フラスコは、通常の三角フラスコの内部に突起があるもので、主に微生物の培養に用いられる。突起があることにより、旋回振盪を行ったときに液体培地の通気量をあげることができる。培養時におけるフラスコの栓はコンタミネーションを防ぎ且つ通気を確保できる綿栓やシリコセンが一般的に用いられる。
ヨウ素フラスコは、共栓付き三角フラスコの栓、すり合わせ部分の上に液を貯めておく事が出来る構造になっている三角フラスコである。フラスコ内のヨウ素を滴定する際、ヨウ素は濃度が高いと気化してしまい、正確な測定が出来ない為に改良されたものである。
ヨウ素価の測定など、ヨウ素をチオ硫酸ナトリウム等で滴定する際に用いられる。
ブフナーフラスコ（北里フラスコ）は、肉厚の三角フラスコの首部位に突き出した短いガラス管を備えるものである。真空ホースを介してこの管とアスピレーターや真空ポンプなどの真空源を接続することで、フラスコ内部を減圧することが出来る。おもに吸引ろ過のために用いられる。

### 丸底フラスコ
丸底フラスコは球状で、首の部分がしばしばすり合わせ付きになっているフラスコである。薬品の反応で生じる圧力や衝撃に耐える為に、ガラスが肉厚になっており、下部が球状になっている。首が長くなっていたり、首が複数個ついていたりする丸底フラスコもある。
底が丸いため、実験台の上などの平面に直接立てて置く事は出来ない。立てて置く場合は、ゴム又はコルク製などのフラスコ台、またはクランプを用いる。
丸底フラスコほど丈夫ではないが、同様に肉厚ガラスになっていて、かつ平面に直接置く事が出来る平底フラスコというものもある。

### ナスフラスコ

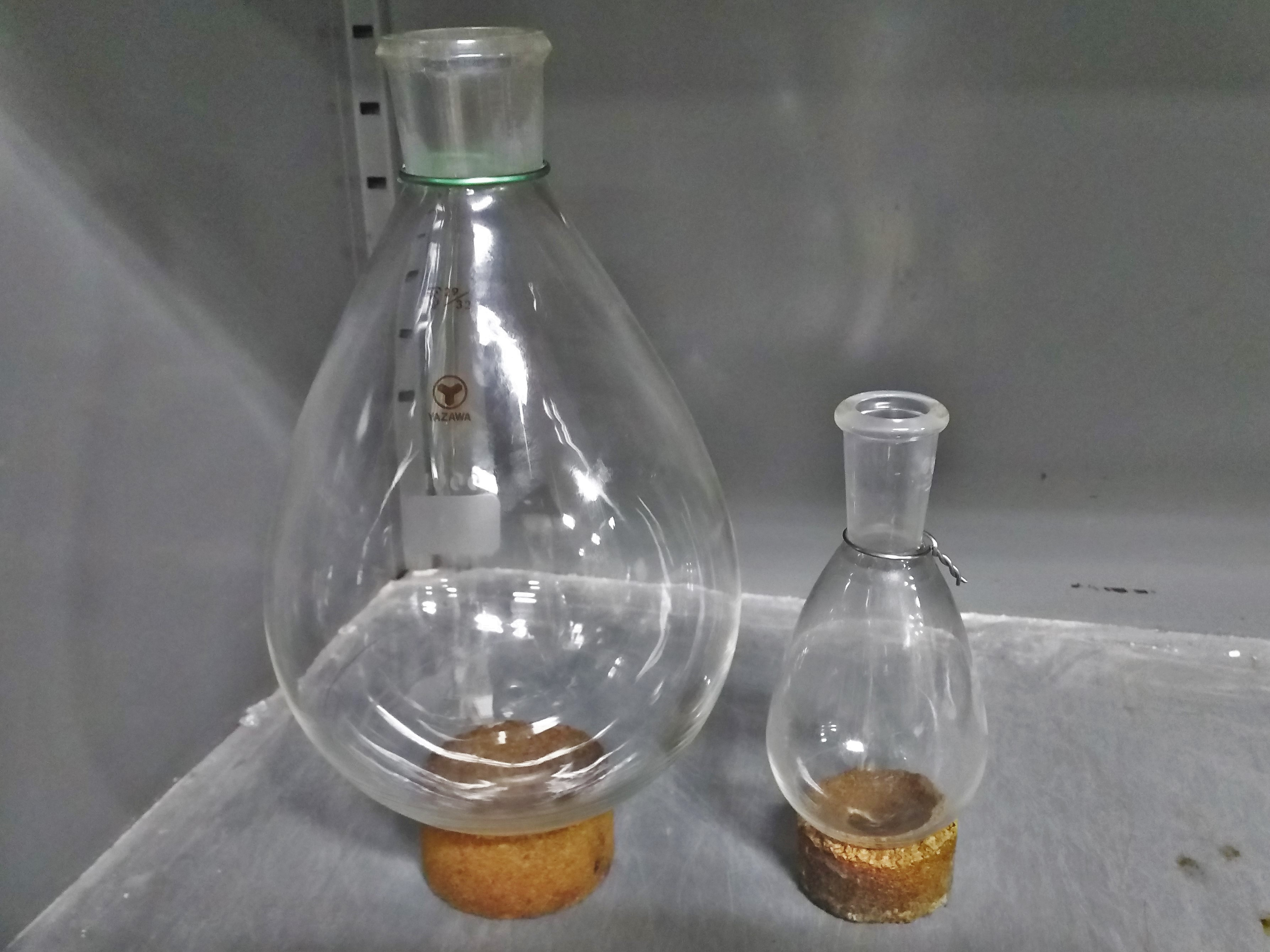
ナスフラスコ

ナスフラスコ（ナス型フラスコ）は口から胴体にかけて肩がない涙滴型のフラスコである。
俗に「ナスフラ」ないしは、フラスコのことをコルベン（ドイツ語、Kolben）というので、「ナスコル」と呼称されることもある。
化学反応，減圧蒸留等の容器として使用されることが多い｡
サイズは5mLから3L位まで存在し、ロータリーエバポレーターの必需品である。エバポレーターには斜めに装着して回転させて使用するが、
- ほかのフラスコに比べて液で濡れる壁面が大きい。
- 溶媒留去して乾固した固体/アメ状液体をスパチュラで掻き出しやすい。

という特性があり、よく使用される。
底の部分がとがったナシフラスコ（ナシ型フラスコ）というものもある。

### メスフラスコ

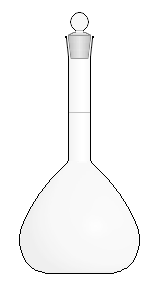
メスフラスコの模式図

メスフラスコは精密な濃度の溶液を調製するために使用されるフラスコである。「メス」はドイツ語のMesskolbenから。英語では volumetric flask と呼ばれる。
形状は細長い首のついた底の平らな涙滴型をしており、首の部分に標示された体積を示す標線が記入されている。そして口の部分には摺り合わせのガラス栓が付けられている。
使用方法の概略は、まず精密に計量した溶質を、適当な容器（ビーカーや三角フラスコ等）で溶媒に溶解させる。次にこの溶液をメスフラスコに移し、まずフラスコの首の付け根付近まで溶媒を加え、栓をしないで、中の溶液を均一に振り混ぜる。次に、フラスコの標線にメニスカスが一致するまで溶媒を追加し、栓をして何回か栓を押さえて倒立させ、中の溶液を均一にする。この一連の操作は定容操作、もしくはメスアップと呼ばれる。

### カシアフラスコ
メスフラスコをより首長にした形状で、首の（メスフラスコでは標線に相当する）部分に、目盛りが付いている体積計である。

### 坂口フラスコ
坂口フラスコは往復振盪培養を行う際に使用されるフラスコである。「振盪フラスコ」や「肩付きフラスコ」とも呼ばれる。
第二次大戦中、東京帝国大学農学部の坂口謹一郎研究室を中心として、ペニシリンの発酵生産法確立を目指して横断的なプロジェクトが行われた。その時に糸状菌（カビ）を液体培地で振盪培養するために開発されたためにこの名が付いた。
上部に長い首を持ち、下部は半球状になっている。この特殊な形によって振盪の際に飛沫が上がりにくく、高い通気量を得ることができる。しかし、特殊な形ゆえに内部を洗いにくいという欠点を持っている。

### 白鳥の首フラスコ
フラスコの首の部分が長く、S字に折り曲げ加工をしたもの。外界との空気や蒸気の出入りを止めず、かつ埃などの物質がフラスコ内に入らないようにできている。ルイ・パスツールが微生物の自然発生説を否定するための実験で使用した。

### ケルダールフラスコ
ナスフラスコの首を長くした形状のフラスコであり、内部で薬品を分解したり、反応を起こす際に用いるのに適している。またケルダール法による窒素定量にも用いる。ケルダール法では、最初に試料を濃硫酸や分解促進材と混ぜ、加熱し有機物を分解するのに用い、加熱分解後に放冷してそのまま蒸留装置へ組み込む事が出来る。なお、前処理等でこの様に分解処理を行う事はケルダール分解と呼ばれる事もある。

### 枝付きフラスコ
蒸留に用いるフラスコであり、蒸留装置に組み込んで使用する。このタイプは首の長い丸底フラスコの、首の途中にガラス管が突き出ている構造になっている。すり合わせによって枝部とフラスコ部がそれぞれ、分離出来るものもあるが、枝付きフラスコと呼ばれるのは通常、一体になっているもののみである。一体になったものは、他の複雑な形状のフラスコと同様、洗いにくい。

### 二ツ口（三ツ口・四ツ口）フラスコ

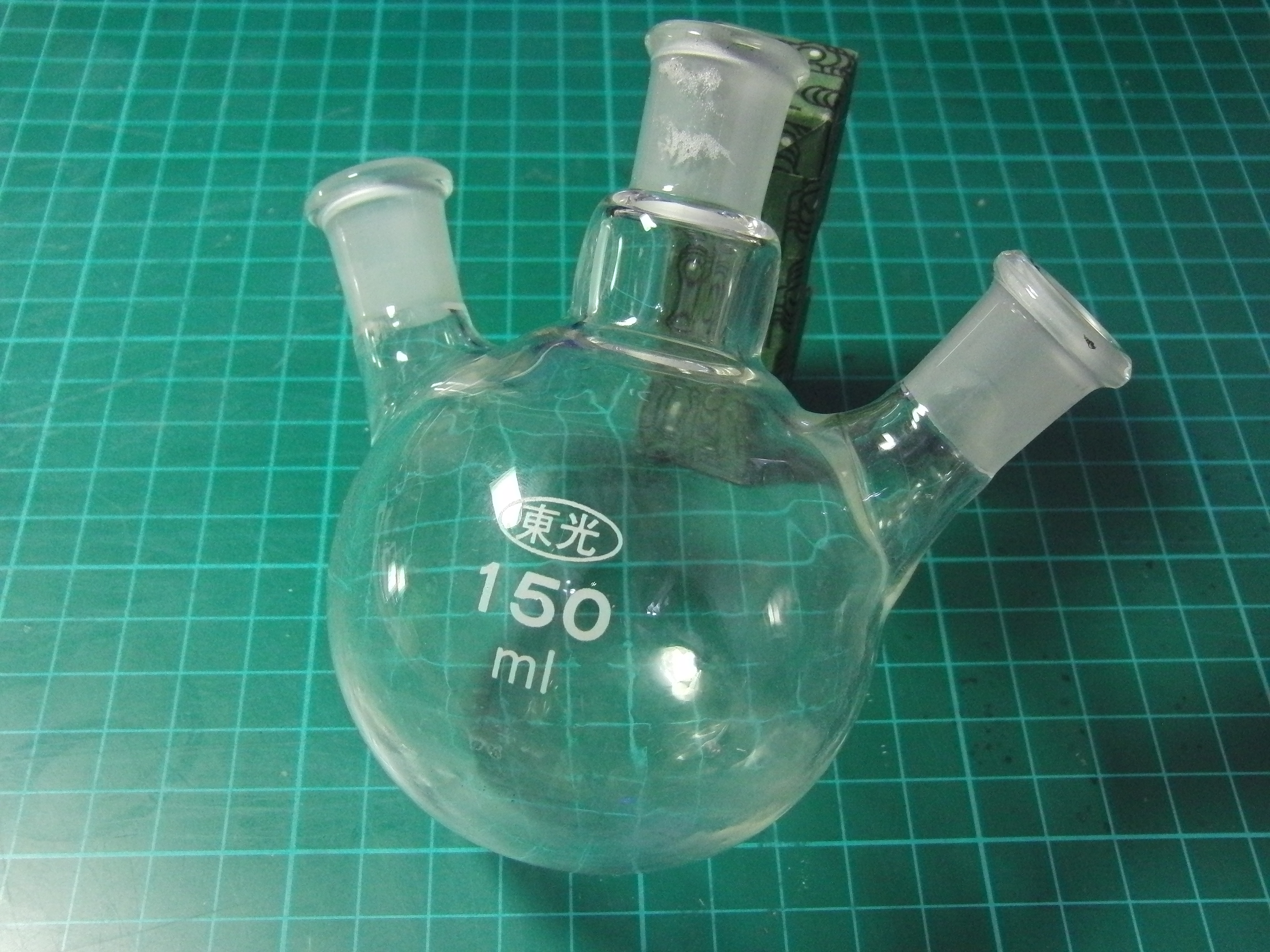
三ツ口フラスコ

薬品の投入や温度計の挿入のために、口が複数個あるもの。

### セパラブルフラスコ
胴部のみのフラスコ。口部となるセパラブルカバーとクランプで密着させて使う。分離させている理由は、(1)カバーを替えることで口数が替えられる、(2)洗浄しやすいため、である。

### ソックスレー抽出器専用フラスコ
ソックスレー抽出器に使うフラスコ。湯煎機につながる。